# Narodowe Muzeum Sztuki Afrykańskiej

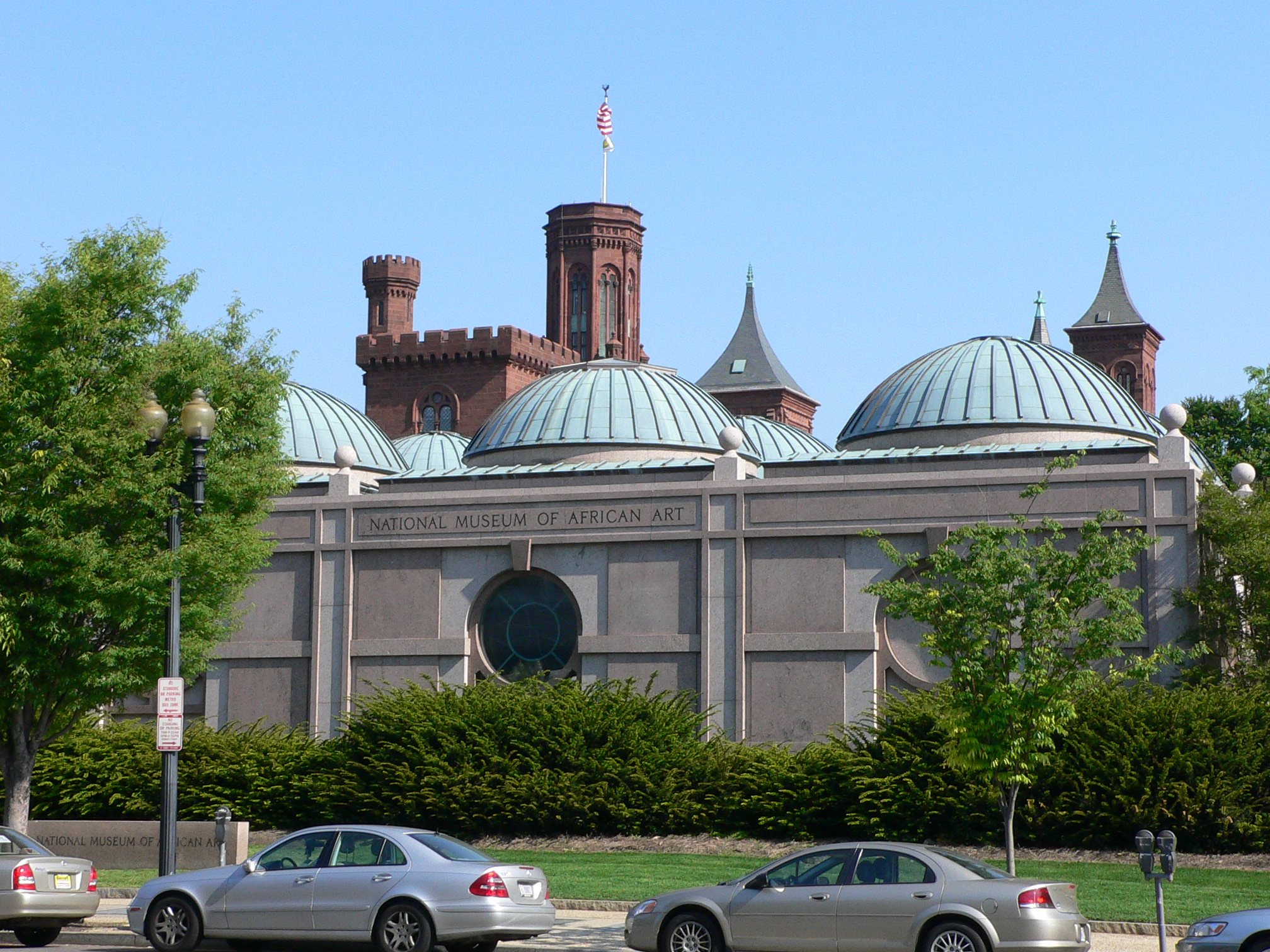

Narodowe Muzeum Sztuki Afrykańskiej (ang. National Museum of African Art) – muzeum położone w Waszyngtonie, w parku National Mall, będące częścią Smithsonian Institution. Jego zadaniem jest gromadzenie zbiorów związanych ze sztuką afrykańską. 
Pierwotnie znajdowało się w rękach prywatnych, stało się własnością państwową w sierpniu 1979 roku. 
Muzeum posiada kolekcję malarstwa podarowaną przez  Fathi Hassan, uważanego za pierwszego współczesnego malarza w historii sztuki afrykańskiej.